# Chicos Y Mendez
Chicos y Mendez is een latin-rockband met als frontman de Peruviaans-Belgische zanger David Méndez Yépez. De naam van de band is een verwijzing naar de vermoorde Brazilliaanse vakbondsleider en milieu-activist Chico Mendes.
De band trad onder meer op tijdens Sfinks en Francofolies de Spa.
In 2016 werd de debuut-ep ¡Siempre de Pie! voorgesteld tijdens Couleur Café.

## Discografie
- 2016  ¡Siempre de Pie!